# بایکوت (فیلم ۱۳۶۴)
بایکوت فیلمی است به کارگردانی و نویسندگی محسن مخملباف و بازیگری مجید مجیدی، محمد کاسبی، زهره سرمدی و … که در سال ۱۳۶۴ ساخته شد. بایکوت، بیانگر تضاد دو ایدئولوژی مارکسیسم و اسلام در بین زندانیان، به‌ویژه دو زندانی است که شخصیت اصلی فیلم هستند. پپیام این فیلم نشان دادن نادرستی ایدئولوژی مارکسیسم به بیننده است.

## خلاصه داستان
داستان دربارهٔ جوانی به نام واله معصومی است که عضو یک گروه مارکسیستی است و علیه رژیم شاه فعالیت می‌کند و در نهایت توسط ساواک دستگیر می‌شود. آشنایی با یک زن و شوهر مبارز سیاسی مسلمان و برخوردهای هم‌حزبی‌هایش بیرون از زندان باعث می‌شود که واله نسبت به ایدئولوژی خود دچار تردید شود…